# Dan Cruickshank

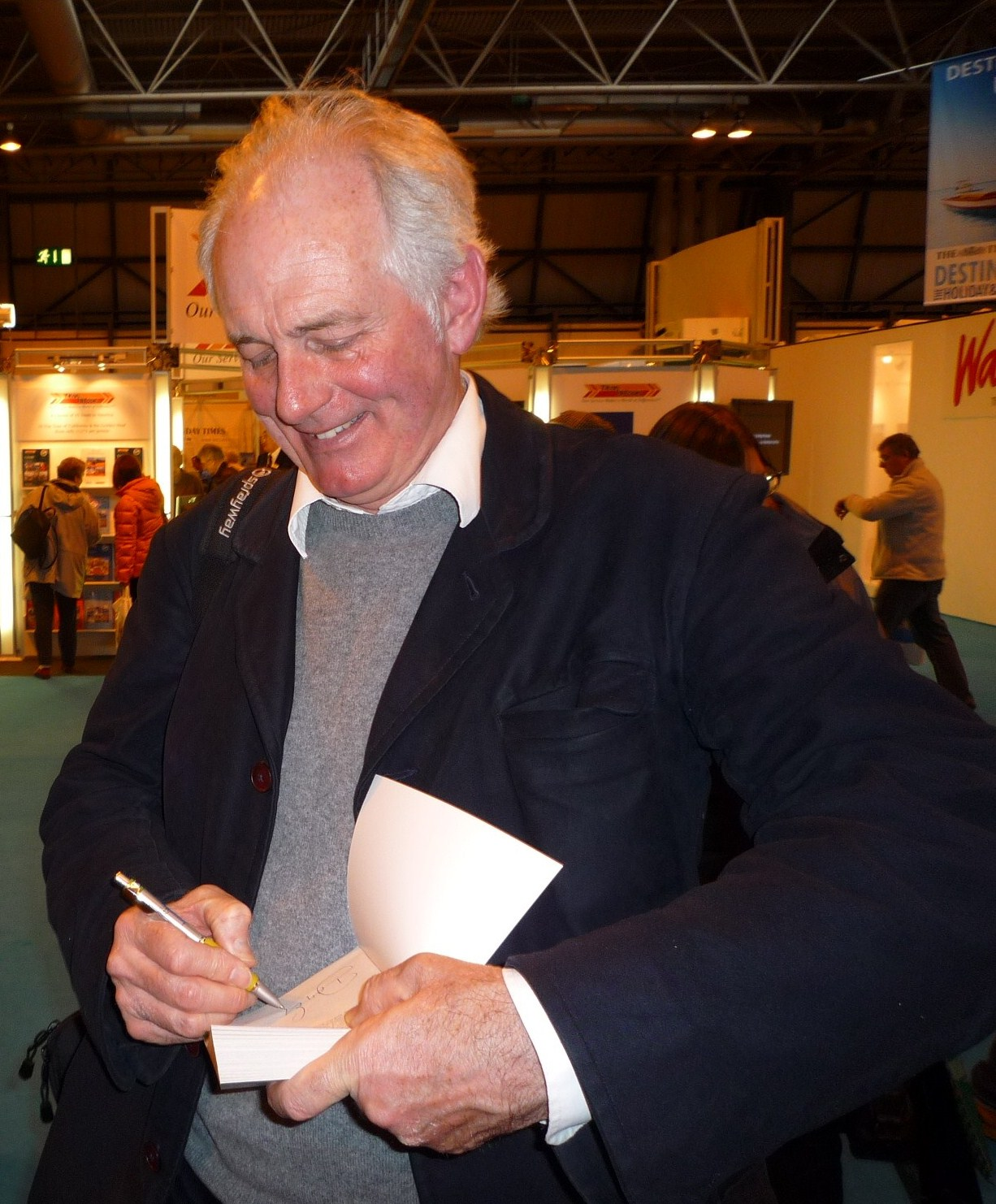
Dan Cruickshank

Dan Cruickshank (1949) é professor, historiador, consultor, especialista em arquitetura e apresentador de televisão britânico.
É autor de vários livros sobre a arquitetura londrina e membro honorário do Royal Institute of British Architects (Instituto Real de Arquitetos Britânicos), bacharel em artes, design e arquitetura. Durante três anos foi professor do departamento de arquitetura na Universidade de Sheffield.
Um de seus trabalhos mais conhecidos é a série Around the World in 80 Treasures (Volta ao Mundo em 80 Tesouros) lançado em 2005 para a rede BBC.

## Trabalhos na televisão
Lista parcial:
- One Foot in the Past
- Invasion
- Britain's Best Buildings
- Under Fire
- What The Industrial Revolution Did For Us
- Around the World in 80 Treasures
- The Lost World of Friese-Greene
- Dan Cruickshank's Marvels of the Modern Age
- Towering Ambitions: Dan Cruickshank at Ground Zero